# Conférence des organes spécialisés dans les affaires communautaires
Pour les articles homonymes, voir COSAC.
La Conférence des organes spécialisés dans les affaires communautaires (COSAC) est un organe de l'Union européenne chargé de la collaboration entre le Parlement européen et les parlements respectifs des États membres. Le traité de Lisbonne y fait référence sous le nom anglais de « Conference of Parliamentary Committees for Union Affairs ».

## Histoire
À l'origine, le seul organe de coopération interparlementaire européen qui existait était la Conférence des présidents des parlements de l'Union européenne (CPPUE) qui se réunissait annuellement depuis 1975 pour échanger leurs informations, leurs expériences sur les procédures législatives communautaires et nationales.
C'est à l'initiative de Laurent Fabius, à l'époque député européen et président de l'Assemblée nationale française, au cours d'une des sessions de la CPPUE à Paris en 1989, que se pose la question d'étendre la pratique à l'ensemble, non plus des présidents de parlements mais des parlements eux-mêmes. La première conférence se tient à Paris en novembre 1989. Face à l'intérêt de l'exercice, la pratique va se renouveler périodiquement, s'institutionnalisant peu à peu.

## Textes de référence
- Le « Code de conduite de Copenhague pour les parlements » (publié au Journal officiel de l'Union européenne du 2 juillet 2003)
- Les « Lignes directrices sur la coopération interparlementaire dans l'Union européenne » (adoptées par la CPPUE à Lisbonne, le 21 juin 2008)
- Les versions consolidées du traité sur l'Union européenne (TUE) et le traité sur le fonctionnement de l'Union européenne (TFUE) (en vigueur depuis le 1er décembre 2009)
- Le « règlement de la Conférence des organes parlementaires spécialisés dans les affaires de l'Union des parlements de l'Union européenne » (publié au Journal officiel de l'Union européenne le 4 août 2011 et adopté en 1991).

Ces textes témoignent de la montée en puissance de la question de la collaboration interparlementaire au sein de l'Union européenne avec son inscription dans le TUE et le TFUE. La COSAC fit son entrée dans les textes communautaires avec le « deuxième protocole annexé au Traité d'Amsterdam » (1997) institutionnalisant ainsi la pratique. Il y est aussi fait référence dans l'article 10 du « protocole n°1 sur le rôle des parlements nationaux dans l'Union européenne » du traité de Lisbonne.

## Composition
- Six représentants des délégations ou des commissions parlementaires spécialisées dans les affaires européennes des parlements des États membres. Ils peuvent être élus ou fonctionnaires.
- Trois représentants pour les parlements nationaux des États candidats. Ils peuvent être élus ou fonctionnaires.
- Six représentants du Parlement européen. Ils peuvent être élus ou fonctionnaires.

À ces parlementaires s’ajoutent des responsables parlementaires des États membres de la « Troïka » (pays exerçant la présidence tournante de l'Union européenne, pays l'ayant précédemment exercé et pays appelé à jouer ce rôle). Un représentant du Parlement européen est associé aux travaux préparatoires de la troïka. S'ajoute aussi le secrétariat permanent de la COSAC (établi le 1er janvier 2004, article 9 du règlement intérieur) dont la mission consiste notamment à préparer et à organiser les réunions de la COSAC. La répartition du personnel entre élus/fonctionnaires et chambre haute/basse est laissée à la discrétion des États-membres.

## Fonctions

### Contributions
- La COSAC peut soumettre des contributions à l'attention du Conseil de l'Union européenne, du Parlement européen et de la Commission européenne sur des projets d'acte législatif.
- La COSAC peut examiner les propositions ou initiatives d'acte législatif portant sur la mise en place d'un espace de sécurité et de justice, de liberté, et qui pourrait avoir des incidences directes sur les droits et les libertés des individus. La question des droits fondamentaux est de son ressort.
- La COSAC peut adresser aux institutions européennes des contributions des activités législatives de l'Union, relatives à l'application et au renforcement du principe de subsidiarité.

Les contributions rédigées par la COSAC ne lient en rien les parlements nationaux à ces premières. La COSAC est un organe parfaitement indépendant.

### Auditions
Une partie des séances des réunions de la COSAC est consacrée à l'audition de représentants de la présidence en exercice de l'Union européenne sur la question du programme et de l'agenda politique et institutionnel de ladite présidence. D'autres membres des différentes institutions communautaires peuvent être entendues dans le cadre des travaux de la COSAC.

### Dialogue inter et intra-institutionnel via le forum
Les débats portent sur de nombreux sujets dont notamment les questions liées à la lutte contre le crime international, l'emploi, ou l'élargissement de l'Union. Les principaux sujets restent cependant le contrôle démocratique sur l'Union Européenne, les relations entre l’UE et les parlements nationaux, les questions institutionnelles, le rôle des parlements nationaux dans l'UE, la coexistence du droit européen et des droits nationaux. De manière générale, cet organe sert de forum d'échange sur les pratiques parlementaires. Il s'y constitue peu à peu une culture interparlementaire européenne dans le respect démocratique.

## Relation entre la COSAC et la troïka
La troïka et la CPPUE préparent les réunions de la COSAC (l'envoi de questionnaires sur les thèmes à l'ordre du jour). La COSAC est convoquée une fois par semestre par le parlement national de l'État membre qui exerce la présidence tournante. Ce parlement assure également la présidence de la Conférence. Les réunions se déroulent dans la capitale du pays qui exerce la présidence du Conseil et la majorité des frais sont à sa charge (conjointement avec les parlements nationaux et l'UE).

## Réalisations politiques et évolutions institutionnelles
La COSAC de Dublin (1996) qui a adopté un document sur le rôle des parlements nationaux dans l'UE a vu son travail repris par la CIG d'Amsterdam et inclus dans le traité (1997). Les principes de ce texte ont fait école depuis. La COSAC de Vienne (1998) a adopté une motion de soutien à l'Italie dans son refus d'extrader le leader kurde Abdullah Öcalan vers la Turquie. En mai 2003, la COSAC a modifié son règlement : les contributions peuvent être adoptées à la majorité qualifiée d'au moins trois quarts des votes exprimés (avec un quorum de 50 % de la totalité des parlements et deux voix par délégation), abrogeant ainsi la règle de l'unanimité.